# Dan Itō
Dan Itō (jap. 伊藤 壇, Itō Dan; * 3. November 1975 in Hokkaido) ist ein ehemaliger japanischer Fußballspieler auf der Position eines Mittelfeldspielers.

## Karriere
Itō erlernte das Fußballspielen in der Schulmannschaft der Noboribetsu Otani High School und der Universitätsmannschaft der Sendai-Universität. Seinen ersten Vertrag unterschrieb er 1998 bei den Brummel Sendai (heute: Vegalta Sendai). Der Verein spielte in der zweithöchsten Liga des Landes, der Japan Football League. Für den Verein absolvierte er 30 Spiele.